# Глаголь-гак

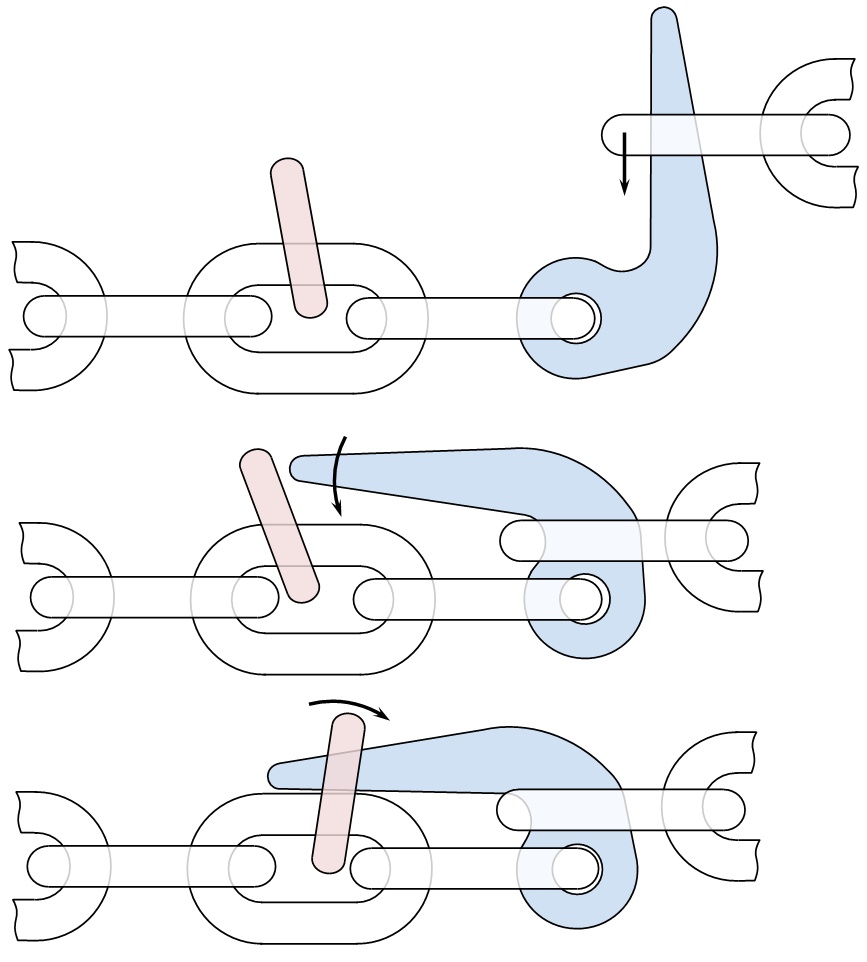
Зацепление глаголь-гака

Глаголь-гак (англ. pelican hook, slip-hook) — откидной гак, который в рабочем положении удерживается специальным звеном цепи. После изъятия стопорной чеки гак может быть легко откинут даже при туго натянутом тросе или цепи.
Применяется в цепных и винтовых стопорах, найтовах, при креплении шлюпок в походном положении и т. д.
Русскоязычное название происходит от формы гака, сходной с кириллической буквой «Г» (церковнославянское «глаголь»), англоязычное (pelican hook) — из-за его внешнего сходства с клювом пеликана.

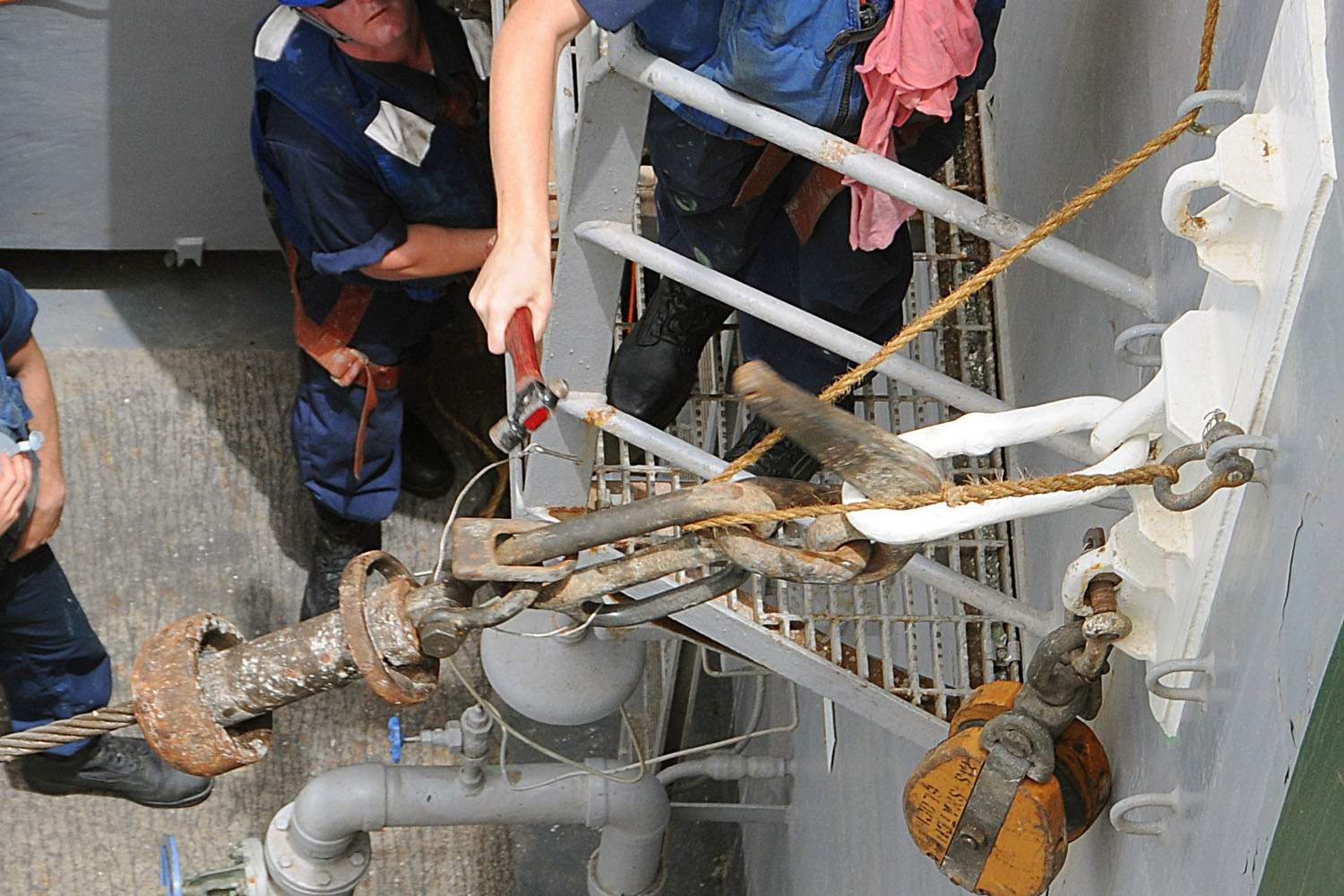
Расцепление глаголь-гака
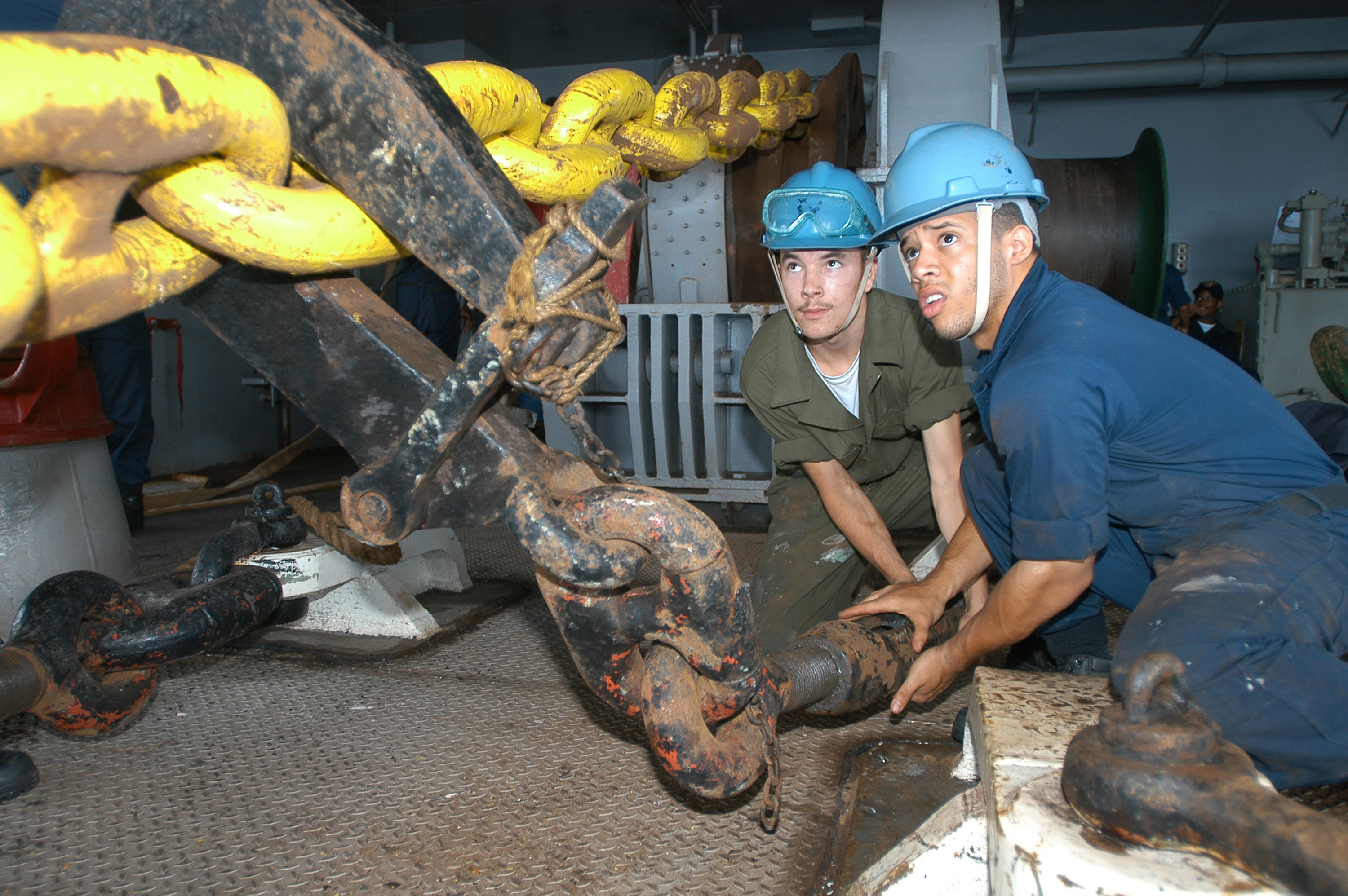
Глаголь-гак стопора якорной цепи
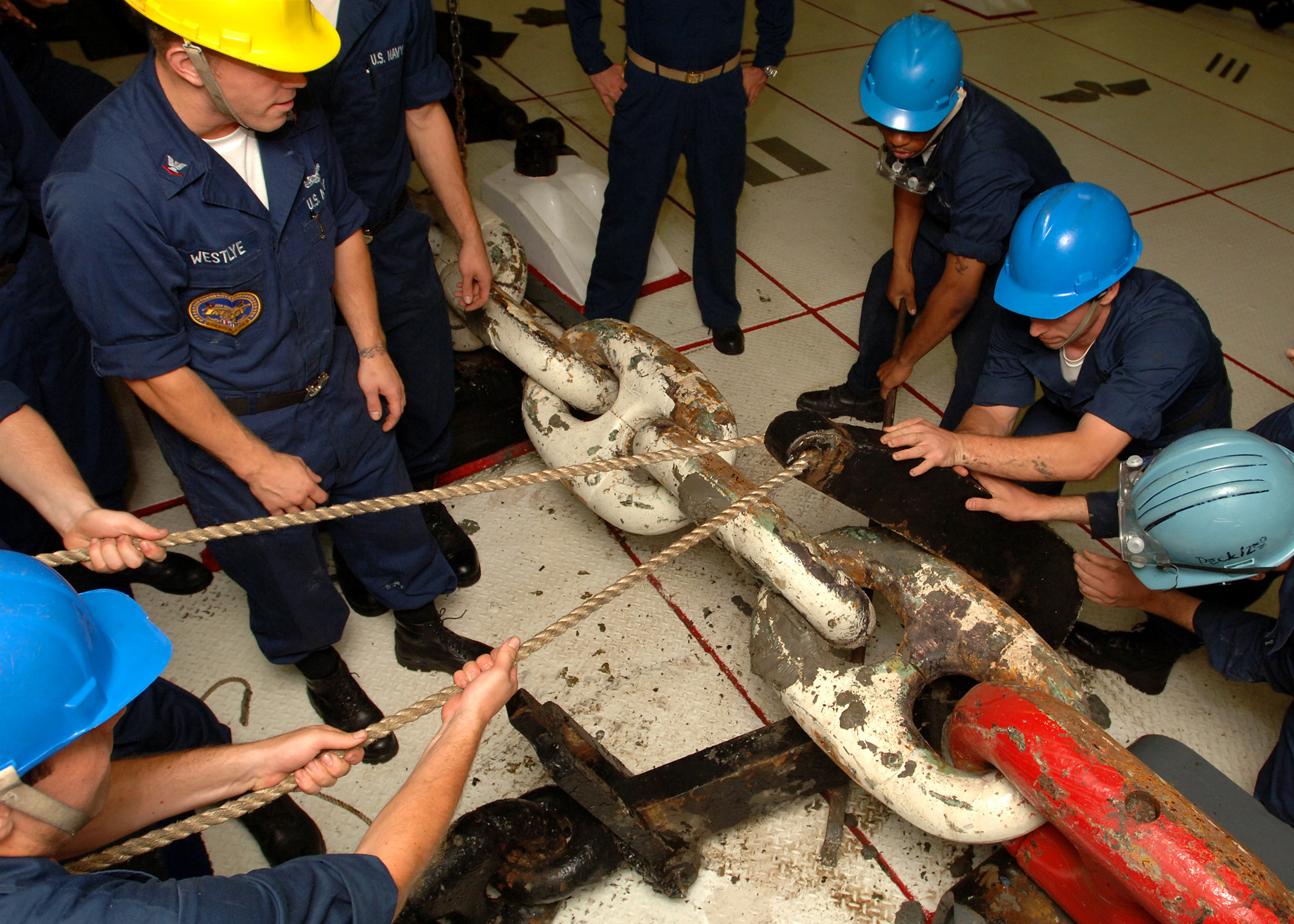
Зацепление глаголь-гака цепного стопора